# Julius von Oven
Julius Adalbert von Oven (* 16. Mai 1829 in Wetter (Ruhr); † 31. Mai 1889 in Berlin) war ein deutscher Verwaltungsbeamter und Landrat.

## Leben

### Herkunft
Julius von Oven entstammte dem niederrheinischen Adelsgeschlecht Oven. Er war ein Sohn des preußischen Regierungs- und Konsistorialrates Engelbert von Oven (1795–1846) und dessen Ehefrau Charlotte, geborene Brügelmann (1805–1875). Sein älterer Bruder Karl von Oven war Landrat von Schlochau (1865/75) und Duderstadt (1885–1900).

### Werdegang
Julius von Oven studierte nach seinem Abitur am Gymnasium Düsseldorf am 29. August 1846 drei Semester Jura und Kameralia an der Ruprecht-Karls-Universität Heidelberg. 1847 wurde er Mitglied des Corps Saxo-Borussia Heidelberg. Im Sommer 1848 trat er zur Forstwirtschaft über und war bei der Oberförsterei Kleve (Juni–September 1848) und danach bis Mai 1849 bei der Oberförsterei Himmelpforten (Regierungsbezirk Arnsberg) tätig. Am 24. März 1849 bestand er das Försterexamen in Oeventrop. Am 2. Juni 1849 immatrikulierte er sich an der Universität Berlin für Jura und Kameralia, wurde aber vom 6. Semester an dispensiert.
1850/51 leistete Oven als Einjährig-Freiwilliger seinen Militärdienst beim 4. Kürassier-Regiment in der Preußischen Armee ab und war ab 1853 als Reserveoffizier beim 4. schweren Landwehr-Reiter-Regiment. Für seinen Dienst erhielt er die Landwehrdienstauszeichnung.
Am 14. Mai 1850 bestand er die Prüfung als Auskulator am Appellationsgericht Naumburg („vorschriftsmäßig“). Am 18. Mai 1850 erfolgte die Ernennung zum Auskulator beim Kreisgericht Münster sowie am 26. Juni 1850 die Verpflichtung zum Auskulator beim Kreisgericht Münster. Am 14. Juni 1852 bestand er die Prüfung zum Gerichtsreferendar beim Appellationsgericht Münster („vorschriftsmäßig“); am 18. Juni 1852 erfolgte die Ernennung zum Gerichts-Auskulator sowie kurz darauf die Ernennung zum Appellationsgerichts-Referendar. Am 11. Oktober 1852 bestand er die Prüfung zum Regierungsreferenten bei der Bezirksregierung Münster; am 13. Oktober 1852 erfolgte die Ernennung zum Regierungsreferenten.
1854 wechselte er als Regierungsreferent zur Bezirksregierung Arnsberg und übernahm 1854 kommissarisch die Verwaltung des Landkreises Wittgenstein. Zum 4. Januar 1855 erfolgte die Versetzung zur Bezirksregierung Potsdam.
Am 21. März 1855 wurde er unter Entbindung von der vorschriftsmäßigen Prüfung zum Landrat des Kreises Wittgenstein ernannt. Von 21. Juni 1859 bis zum 15. Oktober 1859 wurde er beurlaubt (Vertretung erfolgt durch den Grafen von Ledebur-Wicheln). Im Sommer 1860 erfolgte eine erneute Beurlaubung, um auf seinem Gut in Obornik die polnische Sprache zu erlernen und so für das vakante Landratsamt zu kandidieren; dies scheiterte jedoch. Vom 1. Februar 1861 bis zum 10. Oktober 1863 war Von Oven erneut beurlaubt. Seine Beurlaubungen kompensierte man durch die fast dreijährige Abwesenheitsvertretung des kommissarischen Landrats Karl von Thielen. Am 10. November 1863 erhielt Von Oven die amtliche Anweisung, das Landratsamt in Wittgenstein wieder zu übernehmen.
Am 29. Juni 1867 wurde Julius von Oven zunächst kommissarisch, ab dem 1. April 1868 erster Landrat des Dillkreises. Vom Herbst 1885 bis Sommer 1886 befand sich Oven in einer geschlossenen Anstalt; 1886 hatte er die Verwaltung des LR Dillenburg nur noch kommissarisch inne. Am 6. Oktober 1886 erfolgte krankheitsbedingt die Versetzung in den einstweiligen Ruhestand. Zum 10. November 1886 folgte die krankheitsbedingte Entlassung aus dem Staatsdienst mit Pension auf Gesuch zum 1. März 1887.
Für sein Wirken hatte man ihn mit dem Roten Adlerorden und dem Kronen-Orden IV. Klasse ausgezeichnet. Zuletzt lebte er in Berlin.

### Familie
Julius von Oven heiratete am 22. April 1855 auf Haus Velmede bei Weddinghofen Sophie von Bodelschwingh (1833–1868), die Tochter des Regierungspräsidenten in Arnsberg dann Staatsminister Ernst von Bodelschwingh. Sein Schwager war der evangelische Pastor Friedrich von Bodelschwingh, Begründer der Anstalten Bethel bei Bielefeld.
Aus seiner Ehe gingen sieben Kinder hervor, darunter die beiden Generale der Infanterie Ernst (1859–1945) und Burghard von Oven (1861–1935).